# Anax chloromelas
Anax chloromelas е вид водно конче от семейство Aeshnidae. Видът е незастрашен от изчезване.

## Разпространение
Разпространен е в Демократична република Конго, Камерун, Кот д'Ивоар, Малави, Мозамбик, Нигерия, Сиера Леоне и Уганда.